# Chrysophyllum viridifolium
Chrysophyllum viridifolium (лат.) — вечнозелёное дерево, вид рода Хризофиллум (Chrysophyllum) семейства Сапотовые (Sapotaceae), произрастающее в прибрежных лесах восточной Африки и прибрежных лесах Квазулу-Кейп (Южная Африка).

## Распространение и местообитание
Вид Chrysophyllum viridifolium произрастает в Кении, Мозамбике, Малави, восточной части Зимбабве, Эсватини и Южной Африке (Квазулу-Натал и Восточно-Капская провинция). Растёт в прибрежных лесах к северу от Восточного Лондона и горных лесах хребта Чиманимани и Малави.

## Ботаническое описание
Chrysophyllum viridifolium — крупное дерево до 20 м высотой, ствол может быть рифлёным у основания, кора сероватая довольно гладкая и пятнистая. Молодые ветви и нижняя сторона листьев покрыты красноватым волосяным покровом. Тупоконечные продолговатые листья размером 4-9 на 1,5-5 см. Зубчатая средняя жилка соединяется с субмаргинальной жилкой многочисленными близко расположенными параллельными жилками. Волнистый край сплошной. Белые цветки собраны пазушными гроздьями. Съедобные плоды почти круглые, слегка ребристые и созревают до жёлтого цвета.

## Галерея

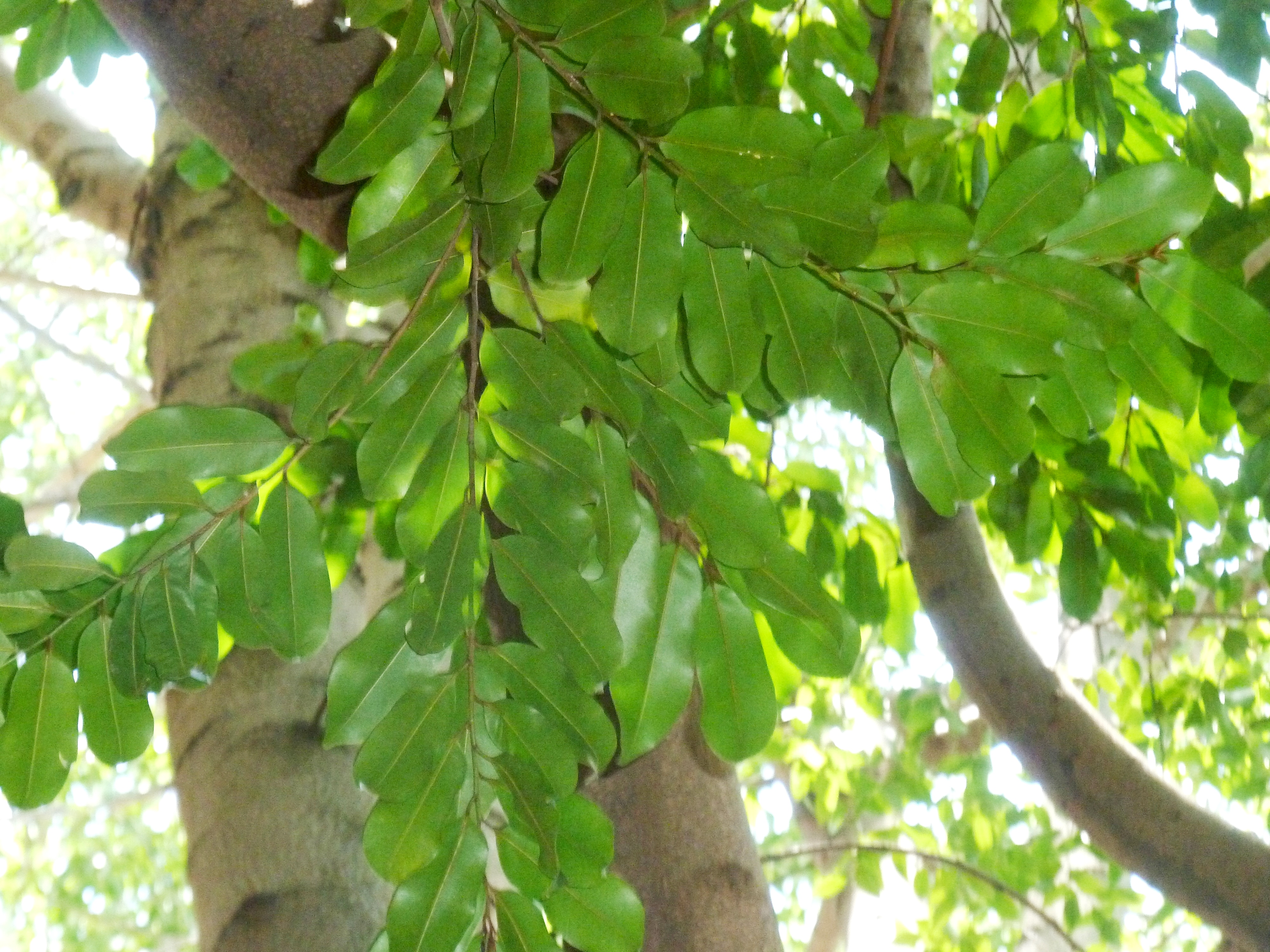
Вид на крону
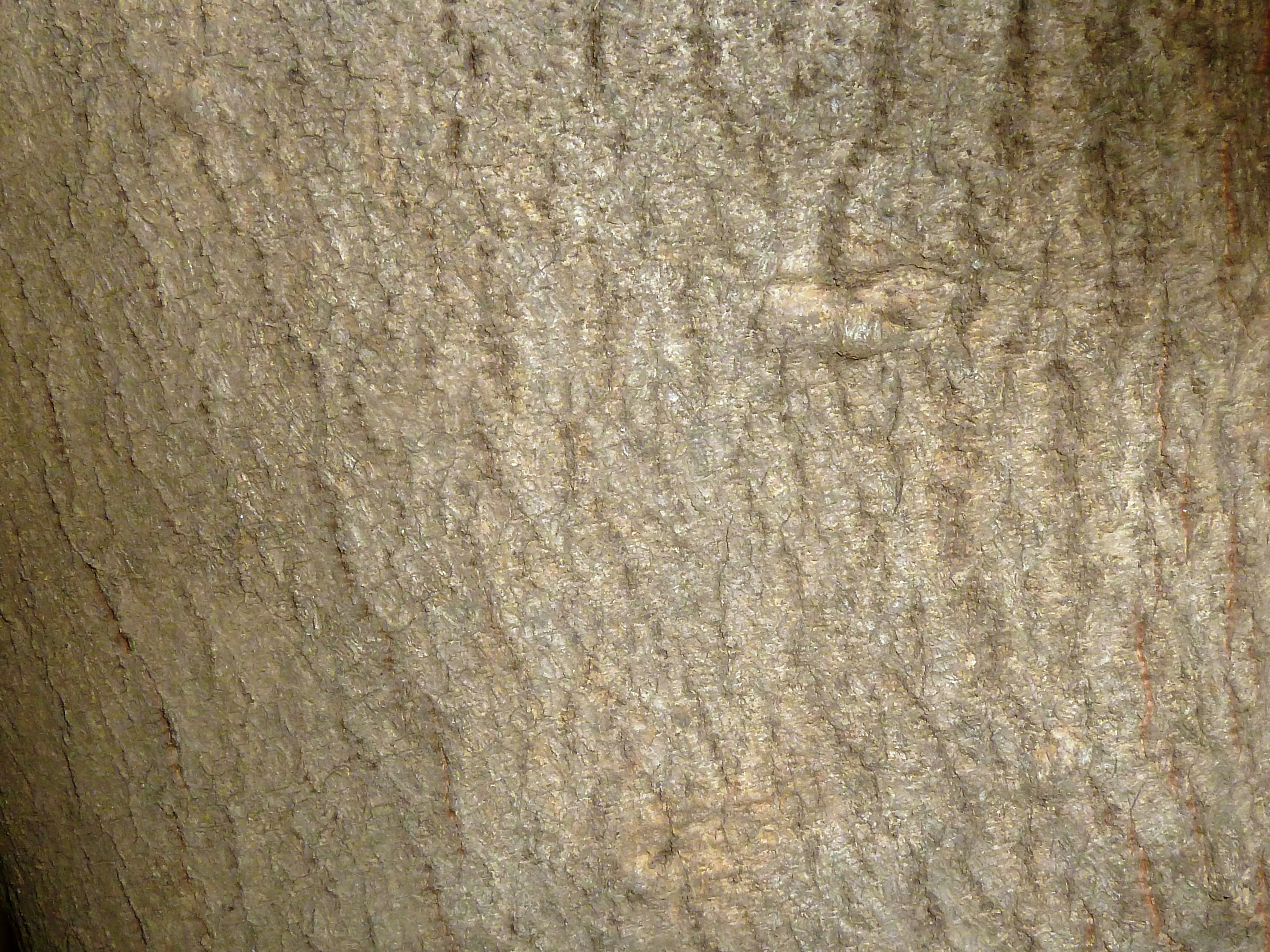
Кора
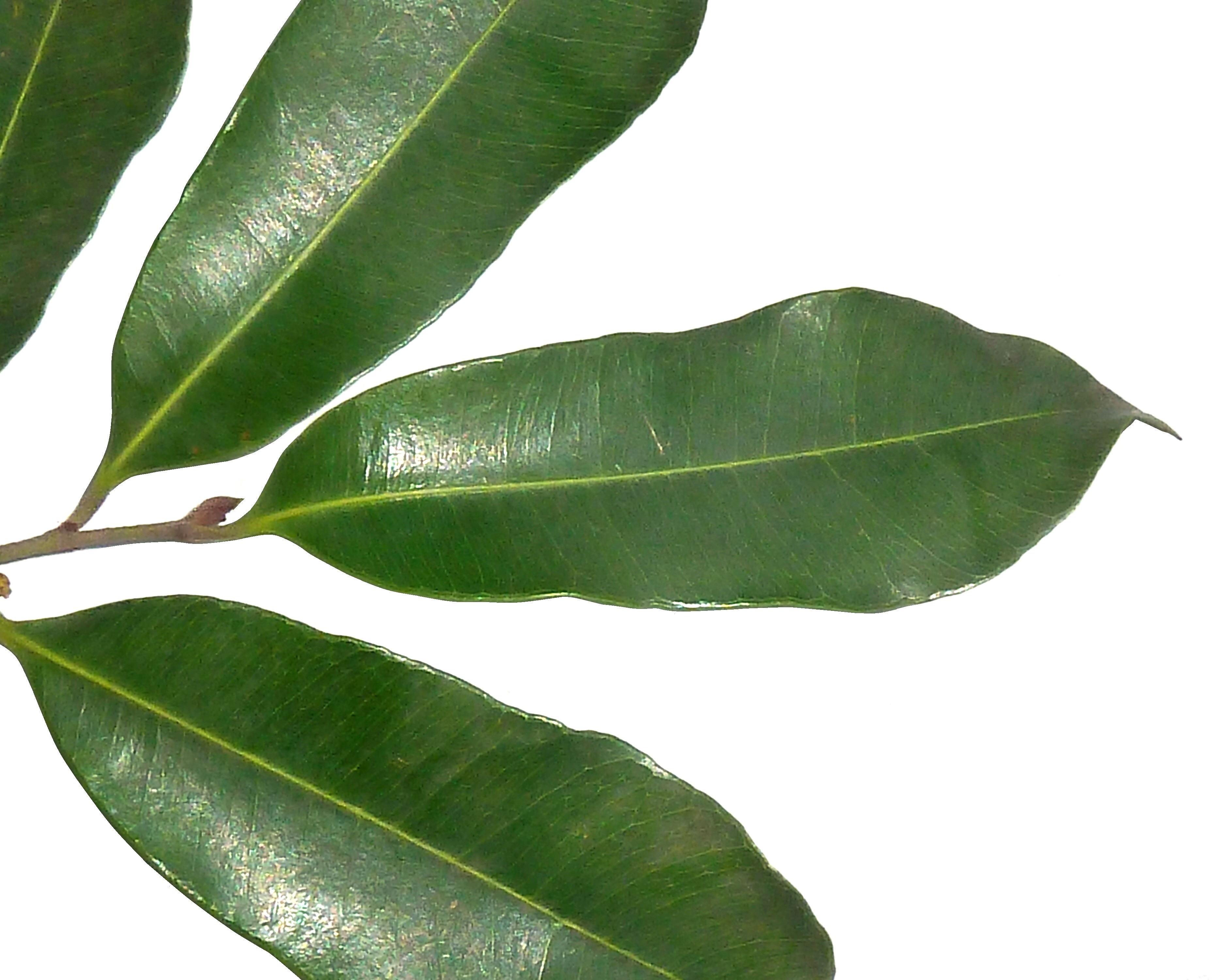
Листья
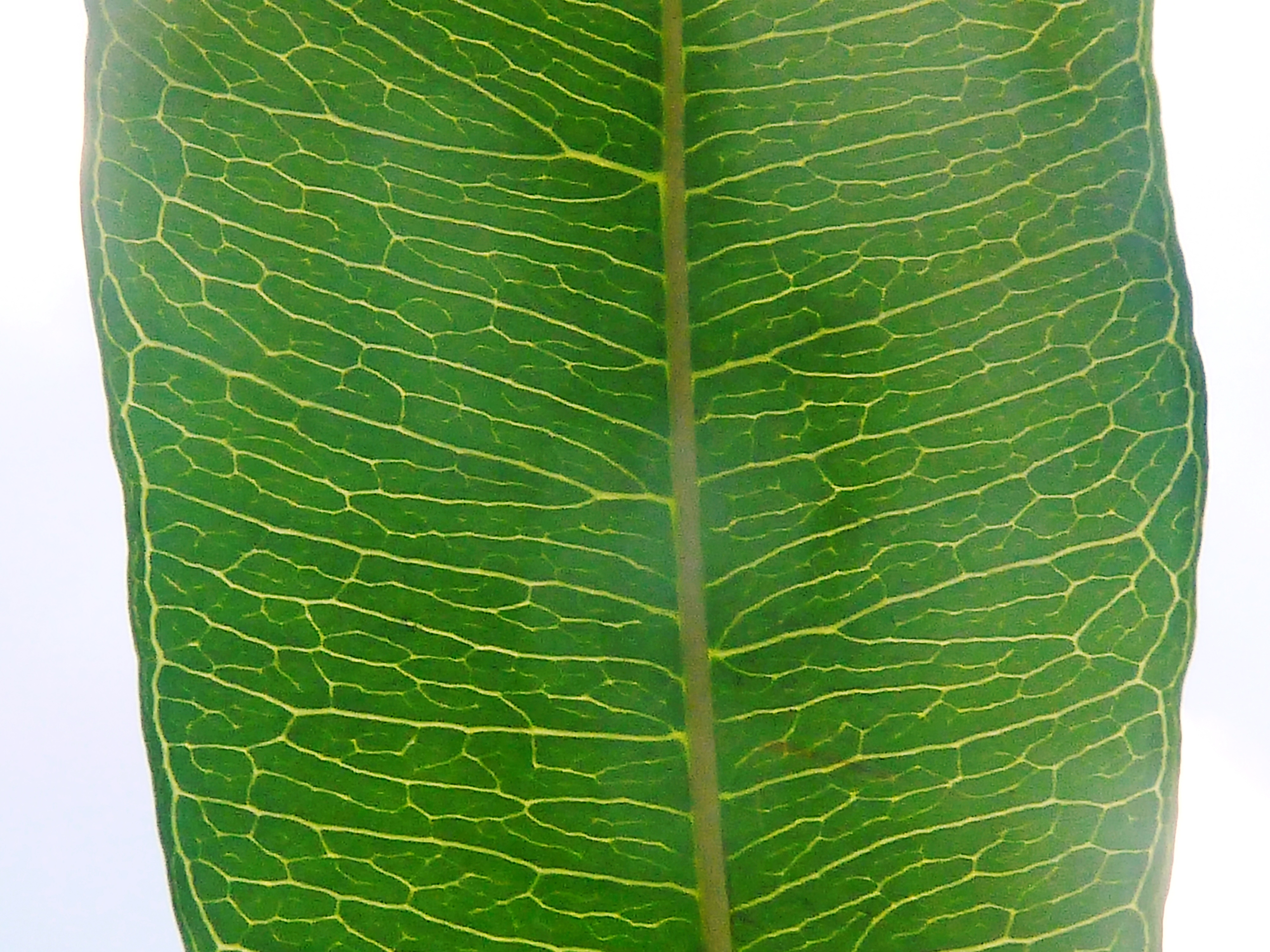
Жилкование листа
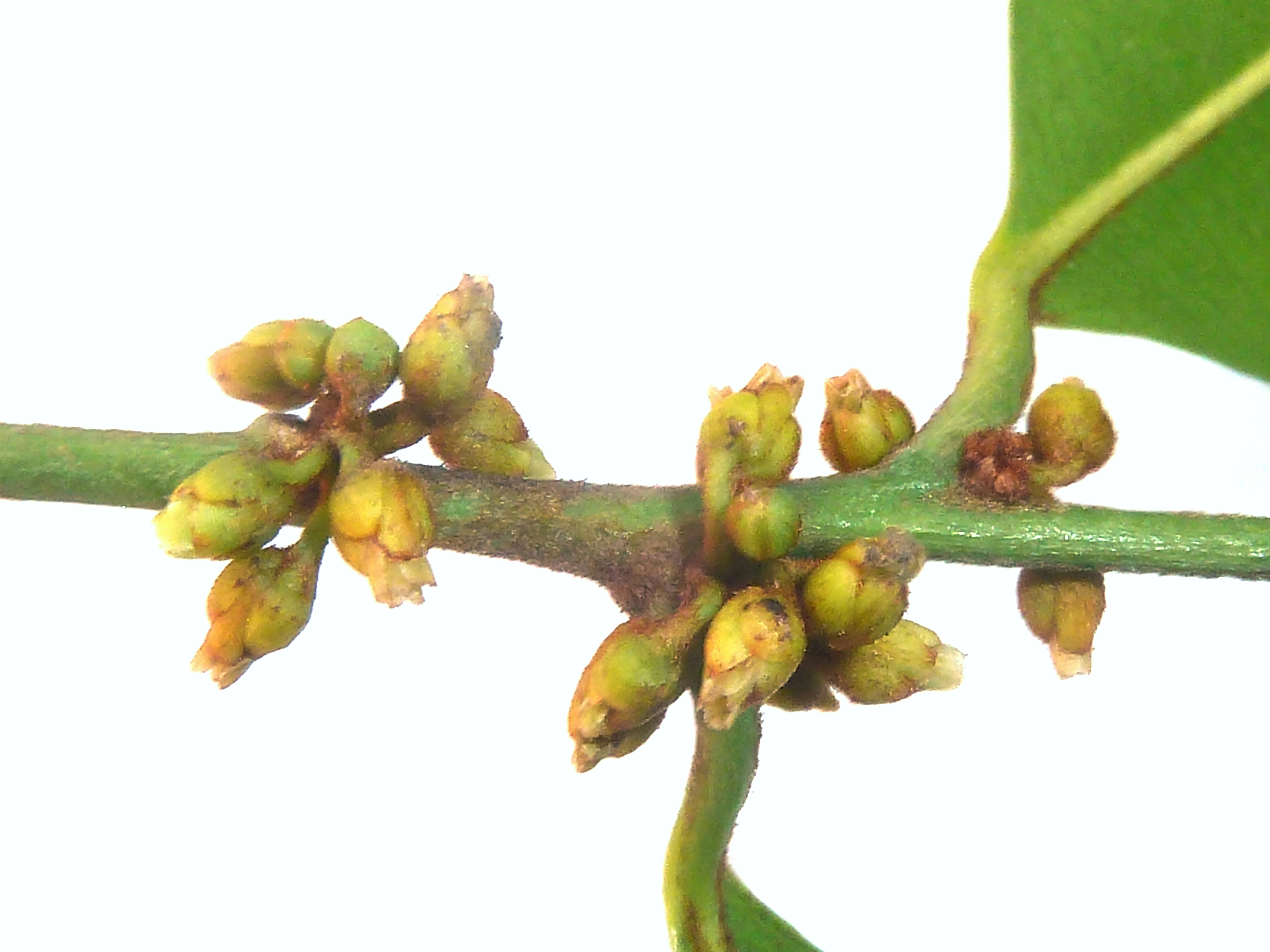
Цветы